# Simaligi Tangah
Simaligi Tangah is een bestuurslaag in het regentschap Kepulauan Mentawai van de provincie West-Sumatra, Indonesië. Simaligi Tangah telt 1912 inwoners (volkstelling 2010).